# Centralizace
Centralizace je označení procesu, systému nebo způsobu řízení z jednoho organizačního ústředí, „shora dolů“.

## Charakteristika
V řízení státu je to princip, při němž se politická moc a zodpovědnost přenáší z různých místních, národních a regionálních institucí a orgánů obvykle na centrální orgány státu. Ve výjimečných případech má hluboce pozitivní význam (ohrožení státu, krizové řízení atd.), je-li zneužívána, narušuje principy demokratické samosprávy.
V procesu řízení firem je často využívaná forma řízení, zabezpečující jednotnou firemní strategii a plnění cílů vlastníka.